# Casino de printemps
Albums de Maxime Le Forestier
Restons amants
(2008) Le Cadeau
(2013)
Casino de printemps est un enregistrement public de Maxime Le Forestier, enregistré au Casino de Paris en avril 2009 et sorti en 2009.

## Listes des chansons
| 1.  | Grain d'sel             | 3:16 |
| 2.  | L'Ère étrange           | 3:25 |
| 3.  | Passer ma route         | 4:24 |
| 4.  | Empreintes              | 3:14 |
| 5.  | Bille de verre          | 4:05 |
| 6.  | Tuer l'temps            | 3:13 |
| 7.  | Le Juge et la Blonde    | 2:34 |
| 8.  | Février cette année-là  | 5:26 |
| 9.  | Là-bas, la terre        | 2:54 |
| 10. | Chienne d'idée          | 3:38 |
| 11. | La Meute et le Troupeau | 3:29 |
| 12. | Restons amants          | 3:14 |
| 13. | Sur deux tons           | 2:30 |
| 14. | Tell'ment je m'aime     | 2:52 |

| 1.  | Double Enfance (reprise de Julien Clerc) | 3:01 |
| 2.  | Tomber (reprise de Gérald de Palmas)     | 3:26 |
| 3.  | Histoire grise                           | 4:04 |
| 4.  | Bonhomme (reprise de Georges Brassens)   | 2:44 |
| 5.  | La Visite                                | 3:56 |
| 6.  | L'Homme au bouquet de fleurs             | 4:01 |
| 7.  | Fontenay-aux-Roses                       | 2:13 |
| 8.  | Éducation sentimentale                   | 2:58 |
| 9.  | Mon frère                                | 3:28 |
| 10. | Né quelque part                          | 3:59 |
| 11. | San Francisco                            | 3:38 |
| 12. | Ambalaba                                 | 4:08 |
| 13. | La Petite Fugue                          | 3:05 |
| 14. | La Rouille                               | 3:35 |

## Classements
| Pays                | Meilleure position |
| ------------------- | ------------------ |
| France              | 38                 |
| Belgique (Wallonie) | 34                 |